# Jardín Floral de la Prefectura de Osaka
El Jardín Floral de la Prefectura de Osaka también llamado Jardín Furura,  (en japonés : 大阪府立花の文化園) es un jardín botánico de unos 110 000 metros cuadrados de extensión, que se encuentra en la prefectura de Osaka, Japón.

## Localización
El jardín Furura se encuentra en Kawachinagano-shi, 143177, Osaka, Japón.
- Teléfono: 0721-63-8739

Accesos por :
- La estación Kawachinagano, en la Línea Kintetsu Nagano.
- La estación Kawachinagano, en la Línea Nankai Koya.

## Historia
Fue creado en 1990.

## Colecciones
El jardín aprovecha su situación en las faldas de una colina para presentar un diseño adaptado a este enclave. Sus colecciones se presentan agrupadas como:
- Invernadero de grandes proporciones que alberga una nutrida representación de plantas de flor de climas cálidos de todo el mundo, orquídeas, cactus,
- Jardín de flores decorativas con Digitalis, Narcissus, lirios, tulipanes, Hydrangeas . .
- Jardín de peonías
- Rosaleda
- Cerezos Ume.